# Oleandrina
L'oleandrina è un composto chimico di formula C32H48O9 che in condizioni standard si presenta come un solido incolore e inodore.

## Caratteristiche strutturali e fisiche
L'oleandrina è una saponina steroidea costituita da oleandrigenina, che presenta un residuo 2,6-dideosi-3-O-metil-α-L-arabino-esopiranosil legato alla funzione ossigenata in posizione 3. È classificato come un glicoside cardiotonico, uno steroide 14β-idrossilato, un estere steroideo e una saponina steroidea.
| N. di atomi pesanti                      | 41                         |
| N. di donatori di legami a idrogeno      | 2                          |
| N. di accettori di legami a idrogeno     | 9                          |
| N. d legami ruotabili                    | 6                          |
| N. di elementi stereogenici identificati | 13                         |
| Massa monoisotopica                      | 576,32983310 u             |
| Superficie polare                        | 121 Å²                     |
| Potere rotatorio                         | - 48,0° a 25°C in metanolo |

Il composto è praticamente insolubile in acqua, mentre risulta solubile in alcol e cloroformio. Quando viene riscaldato fino alla decomposizione, emette fumi acri ed irritanti.
Il composto cristallizza in etanolo e metanolo diluito.

## Abbondanza e diposnibilià
È presente nelle piante di N. oleander (oleandro comune) e T. peruviana (oleandro giallo).

## Sintesi
Il composto è preparato mediante idrolisi enzimatica dell'urechitossina.

## Reattività e caratteristiche chimiche

### Spettri analitici
- LC-MS[11]
- UV[7]

## Farmacologia e tossicologia

### Farmacocinetica
In studi effettuati sui topi si è osservato che l'oleandrina viene assorbita rapidamente dopo somministrazione orale (Cmax a 20 minuti), sebbene l'emivita di eliminazione fosse più lunga (2,3 +/- 0,5 ore) rispetto a quella dopo somministrazione endovenosa (0,4 +/- 0,1 ore). I valori di AUC0-infinity ottenuti dopo somministrazione i.v. e orale erano rispettivamente 24,6 +/- 11,1 e 14,4 +/- 4,3 (ng.hr/mL), risultando in una biodisponibilità orale di circa il 30%.
Dopo somministrazione i.v., la concentrazione di oleandrina nel fegato era circa il doppio rispetto a quella misurata nei tessuti cardiaco o renale. Anche l'oleandrigenina, l'aglicone dell'oleandrina, è stata rilevata in questi tessuti. Dopo 5 minuti, più del 60% della radioattività totale nel fegato era dovuta all'oleandrina, mentre il 28% della dose somministrata era presente come oleandrigenina.
Dopo 24 ore dall'iniezione, l'8% della radioattività totale è stato escreto nelle urine, sia sotto forma di oleandrigenina (4,4% della dose iniettata) che oleandrina (1,9%). Il 66% della radioattività iniettata è stato trovato nelle feci, costituite in parti uguali da oleandrina e oleandrigenina.
È stato inoltre esaminato l'assorbimento dell'oleandrina nel cervello dopo iniezione intraperitoneale (i.p.) di oleandrina (3 mg/kg) o estratto di oleandro (700 mg/kg). Misurata tramite LC/MS/MS, la concentrazione di oleandrina nel cervello era più alta dopo iniezione di estratto rispetto a quella ottenuta con una dose equivalente di oleandrina. I dati suggeriscono che i componenti presenti nell'estratto di oleandro possano migliorare il trasporto dell'oleandrina attraverso la barriera emato-encefalica.

### Farmacodinamica
L'oleandrina ha bloccato l'attivazione indotta dal fattore di necrosi tumorale (TNF) di NF-kB in modo dipendente dalla concentrazione e dal tempo. Questo effetto era mediato attraverso l'inibizione della fosforilazione e della degradazione di IkBα, un inibitore di NF-kB.
In uno studio su un estratto di oleandro, gli effetti dell'oleandrina non erano specifici per una specifica tipologia cellulare, poiché bloccava l'attivazione di NF-kB indotta dal TNF  e la trascrizione del gene reporter dipendente da NF-kB in una varietà di cellule La cascata di attivazione di NF-kB indotta dal TNF, che coinvolge il recettore TNF1, il dominio dell'apoptosi associato al recettore TNF, il fattore associato al recettore TNF2, la chinasi induttiva di NF-kB e la chinasi IkBα, è stata interrotta dall'oleandrina nei siti del fattore associato al recettore TNF2 e della chinasi induttiva di NF-kB, sopprimendo così l'espressione del gene reporter NF-kB.
L'oleandrina ha bloccato l'attivazione di NF-kB indotta dall'estere di forbolo e dal lipopolisaccaride. Ha inoltre bloccato l'attivazione di AP-1 indotta dal TNF e da altri agenti e ha inibito l'attivazione della chinasi terminale c-Jun NH2 indotta dal TNF. Complessivamente, i risultati indicano che l'oleandrina inibisce l'attivazione di NF-kB e AP-1 e delle loro chinasi associate.
In un altro studio, il trattamento con oleandrina ha:
- facilitato la traslocazione nucleare di FKHR, tramite la defosforilazione di AKT;
- attivato l'MAPK e l'JNK;
- indotto l'espressione di FasL, portando all'apoptosi;
- interagito con la membrana plasmatica alterandone la fluidità rilevata tramite il legame con il DPH, inibendo l'attività della poompa sodio-potassio e aumentando il livello intracellulare di Ca2+ libero, seguito dall'attivazione della calcineurina.

### Effetti del composto e usi clinici
L'oleandrina ha dimostrato di possedere effetti antiinfiammatori e inibitori della crescita delle cellule tumorali.

### Tossicologia
L'ingestione di oleandrina provoca nausea, vomito, dolore addominale, diarrea, disritmie e iperkaliemia. Nell'avvelenamento da oleandro, la midriasi accompagna tipicamente vertigini, convulsioni, coma e bradicardia. L'ingestione accidentale può causare aritmie cardiache e persino la morte. Sono stati segnalati diversi casi di avvelenamento, sia fatali che non fatali.
La linfa dell'oleandro può causare irritazioni cutanee, infiammazioni oculari gravi e reazioni allergiche caratterizzate da dermatite.

## Applicazioni
Il composto è utilizzato come rodenticida.